# Sibylle Klemm

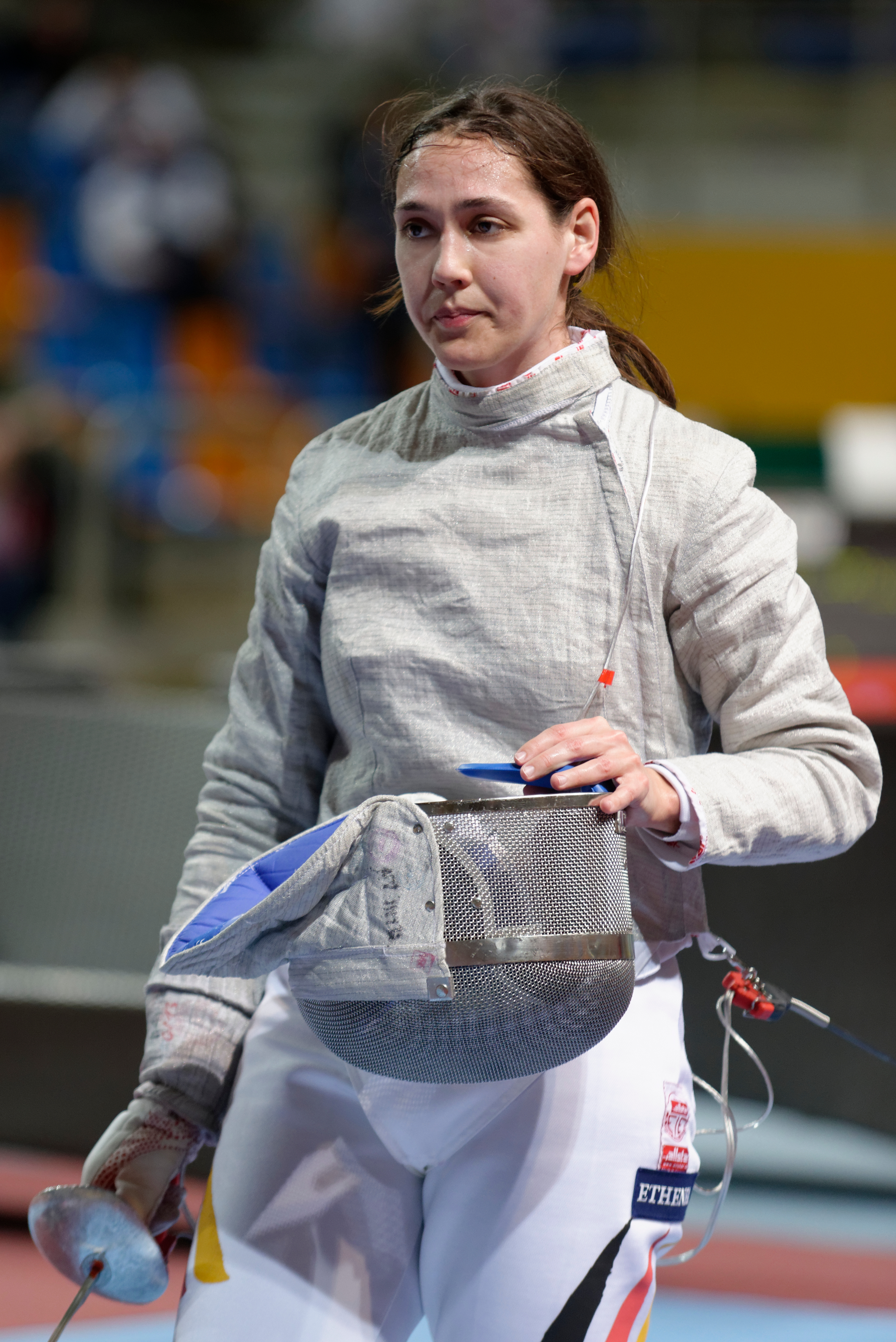
Sibylle Klemm (2014)

Sibylle Klemm (* 10. April 1984) ist eine deutsche Säbelfechterin. Sie ist fünffache deutsche Meisterin.

## Leben
Sibylle Klemm trainierte bis Ende Juli 2008 beim TSG Eislingen, danach wechselte sie zum Fecht-Club Tauberbischofsheim. Seit August 2012 startet sie für den TSV Bayer Dormagen.

## Erfolge
2004 errang Sibylle Klemm bei den Junioreneuropameisterschaften in Poreč Silber im Säbel-Einzel.
2005 gewann sie die Deutschen Fechtmeisterschaften im Einzel,
2007 mit der Mannschaft.
2010 erfocht sie bei den Europameisterschaften in Leipzig Bronze im Einzel.
2013 gewann sie die Deutschen Fechtmeisterschaften 2013 mit der Mannschaft.
2014 gelang es ihr, bei den Deutschen Fechtmeisterschaften 2014 sowohl im Einzel als auch mit der Mannschaft zu gewinnen.